# NK Hrašće
Nogometni klub Hrašće hrvatski je nogometni klub iz Hrašća Turopoljskog. Trenutačno se natječe u 2. Zagrebačkoj NL.

## Povijest
Klub je osnovan 1953. godine pod imenom NK Bratstvo Hrašće. Tijekom godina je nekoliko puta mijenjao ime i još se zvao Promil i Dragovoljac. Od 2004. godine nosi ime NK Hrašće.

## Vanjske poveznice
- Arhivirana klupska web-stranica
- Profil, HNS Semafor